# Agence de réhabilitation de la ville de Porto-Novo
L'Agence de Réhabilitation de la ville de Porto-Novo, en abrégé ARPN, est un établissement public à caractères social, culturel et scientifique sous la tutelle du ministre chargé de l'urbanisme et de l'habitat, créé en 2015 par décret n° 2015-107 du 6 mars 2015. Elle a à sa tête depuis le 30 mars 2023 Emmanuel Zossou.

## Description
L'ARPN est dotée de la personnalité morale, de l'autonomie financière et est régie par les dispositions de la loi n° 94-009 du 28 juillet 1994 portant organisation et fonctionnement des offices à caractères social, culturel et scientifique.

### Mission
L'Agence a pour mission d'élaborer, en liaison avec les structures nationales compétentes et sur la base des orientations du Gouvernement, la politique de réhabilitation de la ville de Porto-Novo ainsi que les stratégies correspondantes et d'assurer leur mise en œuvre.

## Organisation et fonctionnement
Les organes d'administration et de gestion de l'Agence s'articulent autour d'un Conseil d'administration, d'un Comité de Direction et d'une Direction Générale. L'ARPN est placée sous l'autorité d'un Directeur Général nommé par décret pris en conseil des ministres sur proposition du ministre chargé de l'urbanisme et de l'habitat. Il assure la gestion quotidienne de l'Agence dont il est garant de la bonne marche. Pour son fonctionnement, l'Agence est structurée en trois directions : technique, administrative et financière, suivi-évaluation.

## Siège
Le siège de l'Agence de Réhabilitation de la ville de Porto-Novo est situé à Porto-Novo.